# Cycas pranburiensis
Cycas pranburiensis é uma espécie de cicadófita do género Cycas da família Cycadaceae, nativa da Tailândia. Segundo dados de 2010, a população encontra-se estável.